# تان (ملكة)
تان أو ثان ، هي ملكة مصرية قديمة غير حاكمة أو زوجة ملك ، عاشت في عهد الأسرة الثالثة عشرة ، و هي زوجة الملك سبك حتب الرابع.

## حياتها
حمل الملكة تان للقب زوجة الملك معروف فقط من عدة أغراض:
1. في المتحف البريطاني هناك حبة عقد عليها نقش قصير يقول : زوجة الملك ، تان ، محبوبة حتحور ربة أطفيح.[1]
2. في اللوفر هناك جعران منقوش باسمها و لقبها.[2]
3. في المتحف المصري بالقاهرة يوجد صندوق عليه نقش يشير إلى اسم ابنها ، و الاسم محفوظ بشكل جزئي فقط ([..] حتب). أما اسم الزوج المنقوش على نفس الصندوق «خع نفر رع» فهو اسم التتويج للملك سوبك حتب الرابع ، فهذا النقش يقول بكل وضوح أنها زوجة هذا الملك و أم إبنه ، و أخيرا هناك جزء من مزهرية عليها نقش باسم ابنتها نبت يونيت ، و الملكة تان لا تظهر على آثار الملك سوبك حتب الرابع ، فربما تزوجته في وقت متأخر من عهده.[3]

## ألقابها
- زوجة الملك.[1]